# Fountainebleau, Florida
Fountainebleau är en ort (CDP) i Miami-Dade County, i delstaten Florida, USA. Enligt United States Census Bureau har orten en folkmängd på 59 764 invånare (2010) och en landarea på 11 km².